# NGC 1703
NGC 1703 (również PGC 16234) – galaktyka spiralna z poprzeczką (SBb), znajdująca się w gwiazdozbiorze Złotej Ryby. Odkrył ją John Herschel 4 grudnia 1834 roku.